# Баршандт, Леопольд
Леопо́льд Ба́ршандт (нем. Leopold Barschandt; 12 августа 1925, Вена — 5 октября 2000) — австрийский футболист, игравший на позиции защитника, в частности, за клуб «Винер Шпорт-Клуб». Бронзовый призёр чемпионата мира 1954 года и участник чемпионата мира 1958 года в составе национальной сборной Австрии.

## Клубная карьера
Во взрослом футболе Баршандт дебютировал в 1945 году за команду «Хельфорт», в которой провёл три сезона, после чего в течение 1948—1950 годов защищал цвета клуба «Гасверк».
Своей игрой за последнюю команду привлёк внимание представителей тренерского штаба клуба «Винер Шпорт-Клуб», к которому присоединился в 1950 году. Он провёл в венской команде следующие десять сезонов своей игровой карьеры. В 1952 году Баршандт вместе со своим клубом вылетел во второй дивизион, однако в следующем сезоне вернулся в высший дивизион и уже спустя два года занял второе место с «Винером». В период с декабря 1957 по сентябрь 1959 года (41 игра) клуб оставался непобеждённым в чемпионате и дважды за это время смог стать чемпионом. Помимо этого Баршандт также добился успеха со своей командой в Кубке европейских чемпионов. Он дважды выходил в четвертьфинал турнира и по пути туда принял участие в разгроме чемпиона Италии «Ювентуса» со счетом 7:0.
Завершил профессиональную игровую карьеру в клубе «Штикштофф» (Линц), за который выступал на протяжении 1960—1963 годов.

## Карьера в сборной
В 1954 году дебютировал в официальных матчах в составе национальной сборной Австрии в товарищеском матче против Уэльса (2:0). В течение карьеры в национальной команде провёл в её форме 23 матча и оставался её основным игроком до 1957 года.
В составе сборной стал бронзовым призёром чемпионата мира 1954 года в Швейцарии. На этом турнире он пропустил только один матч против ФРГ (1:6) и выходил на поле в матчах группового этапа против Шотландии (1:0) и Чехословакии (5:0), в четвертьфинале со Швейцарией (7:5) и в матче за третье место с Уругваем (3:1). После этого присутствовал в заявке сборной на чемпионат мира 1958 года в Швеции, но на поле не выходил.

## Достижения
«Винер Шпорт-Клуб»
- Чемпион Австрии (2): 1957/1958, 1958/1959